# Angelo Zorzi
Angelo Zorzi  (Olasz Királyság, Milánó, 1890. május 4. – Olaszország, Milánó, 1974. december 28.) olimpiai bajnok olasz tornász.
Részt vett az 1912. évi nyári olimpiai játékokon Stockholmban. Egy torna versenyszámban indult. Csapatverseny meghatározott szereken aranyérmes lett.
Az első világháború után részt vett az 1920. évi nyári olimpiai játékokon Antwerpenban, mint tornász. Európai rendszerű csapat versenyben ismét aranyérmes lett, míg egyéni összetettben a 16. helyen végzett.